# Palais Bellegarde
Das Palais Bellegarde befindet sich in Wien, im 2. Gemeindebezirk, Leopoldstadt, an den Adressen Praterstraße 17 und Große Mohrengasse 10. Das sehr tief gestaffelte Zinshaus weist zwei Innenhöfe und fünf Stiegen auf.

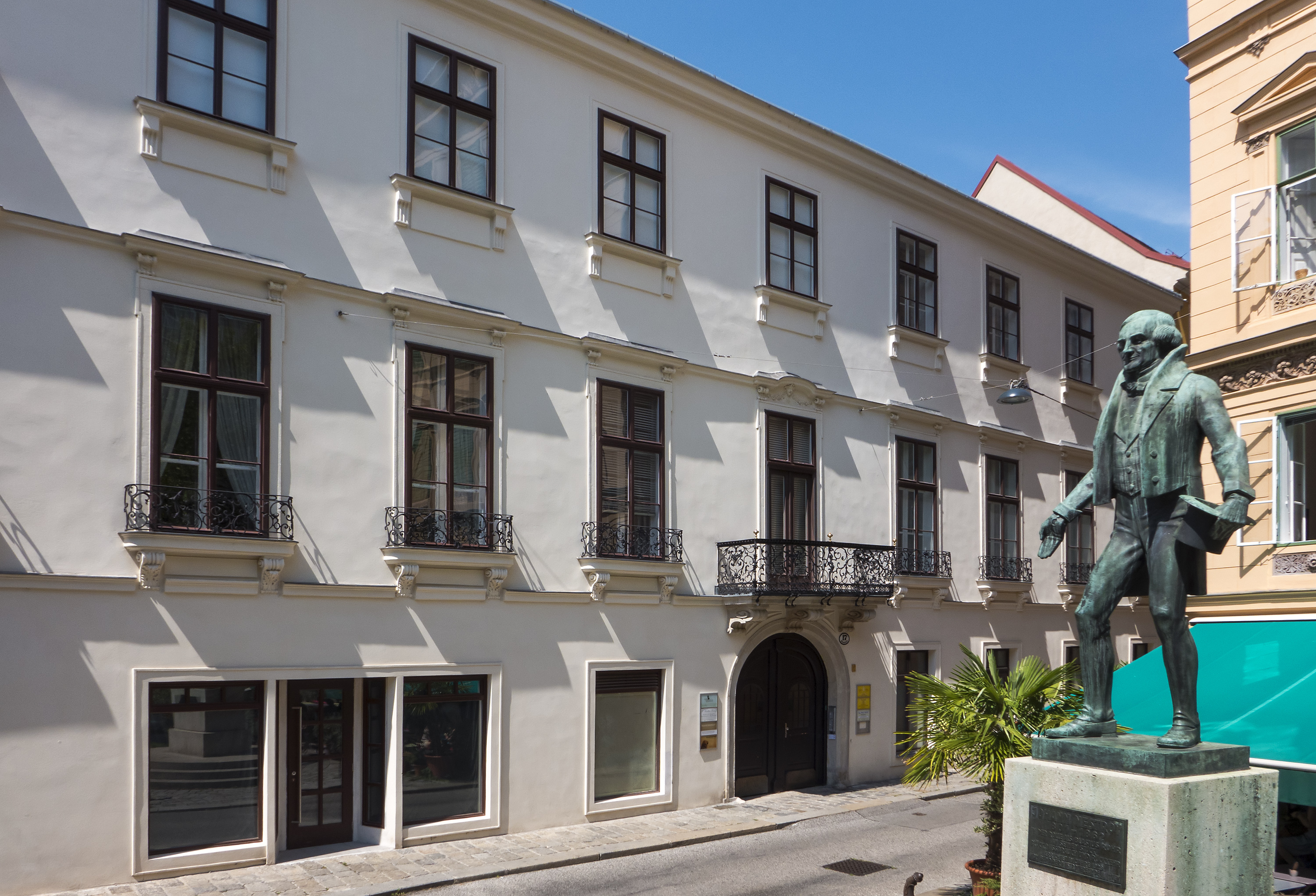
Palais Bellegarde, Praterstraße 17; das gelbe Nachbarhaus rechts: Praterstraße 19, davor das Nestroydenkmal. Dazwischen zweigt die Zirkusgasse ab.

## Name
Das Palais ist nach der gräflichen Familie Bellegarde benannt, die die Liegenschaft 1846 erwarb. Zu dieser Zeit lebten Graf August von Bellegarde (1795–1873), seine Ehefrau Julie (1795–1865) und beider Tochter Pauline (1830–1912) in Wien.

## Geschichte
Der zweistöckige Straßentrakt des Palais an der damaligen Jägerzeile wurde um 1780 erbaut. Der Baumeister ist unbekannt. Im Jahre 1846 erfolgte der Zubau eines wenig ansehnlichen, dreistöckigen Hoftraktes durch Phillip Brandl nach einem Entwurf von Amédée Demarteau (1809–1877). Dadurch entstand eine große Zinshausanlage, die von der seit 1862 Praterstraße genannten Jägerzeile bis zur Großen Mohrengasse reicht. Das Palais wurde im Zweiten Weltkrieg stark beschädigt, in der Nachkriegszeit wenig sorgfältig wiederhergestellt und später bis 1984 detailgetreu restauriert.

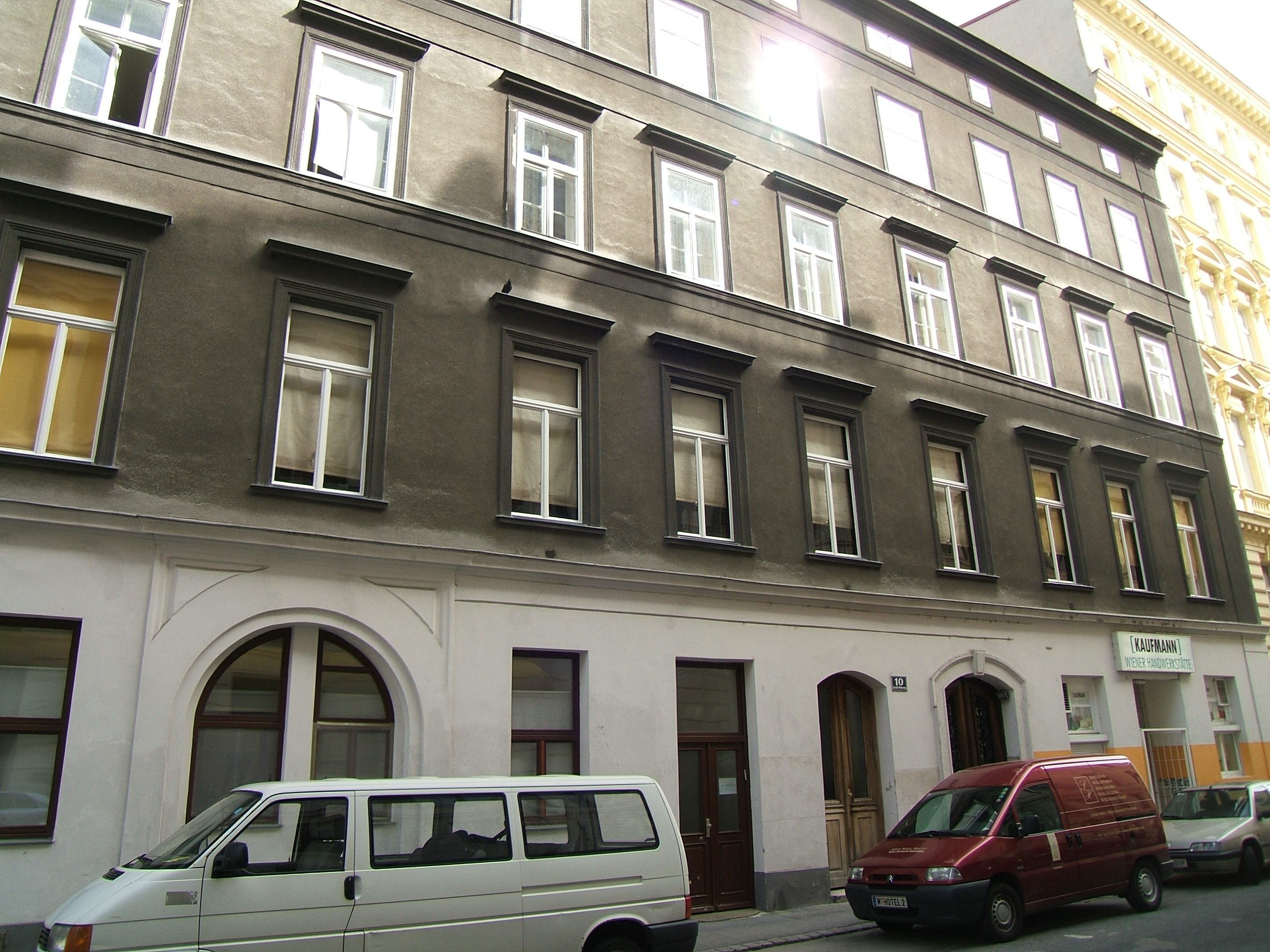
Palais Bellegarde, Hinterfront, Große Mohrengasse 10

## Beschreibung
Der zehn Fensterachsen breite, dreigeschoßige Straßentrakt an der Praterstraße besitzt eine spätbarocke Fassade. Die Beletage mit hohen französischen Fenstern und Balkonen mit Schmiedeeisengittern ist der einzige Schmuck der sonst schlichten Fassade. Das Sockelgeschoß in der Großen Mohrengasse wurde durch den nachträglichen Einbau von Geschäftslokalen mehrfach verändert. Eine gerade Verdachung der Fenster und ein vorkragendes Gurtgesims sind hier die einzigen dekorativen Elemente.